# 新鬼武者 (パチスロ)
新鬼武者（しんおにむしゃ）は、2010年3月にロデオが製造・販売した5号機のパチスロ機。保通協における型式名は「新鬼武者Z」。
ボーナスとアシストリプレイタイム（ART）「蒼剣RUSH」（そうけんラッシュ）によって出玉を増やすART機である。販売台数は2011年3月末現在で約90,000台。

## 概要
カプコンのゲーム・『新 鬼武者 DAWN OF DREAMS』のタイアップ機で、2005年に発売された「鬼武者3」の後継機にあたる。有効ラインは中段1ラインのみだが、見かけ上有効ラインではないラインに小役がそろっても、基本的に有効ライン上と同じ払い出しがある。
マイスロ対応。

## ART「蒼剣RUSH」
1セットあたり49ゲーム以上継続し、50%～89%の確率でループするART。1ゲームあたりの純増枚数は約1.4枚。
主な突入契機は、ビッグボーナス成立時、通常時のレア小役（主にチェリー・スイカ）成立時。また天井機能としてボーナス終了後1400回転後のレア小役成立で、89%ループのARTに突入する。
ART中は、レア小役でゲーム数の上乗せ抽選を行う。

## 収録曲
- BIG中：浜崎あゆみ『rainy day』
- ART中：浜崎あゆみ『Startin'』

## 後継機
- パチスロ鬼武者3 時空天翔Sammy(2016年)[3][4]
- 新鬼武者～DAWN OF DREAMS～エンターライズ(2020年)[5][6]
- パチスロ 新鬼武者2エンターライズ(2022年)[7][8]